# Jonathan Moriamé
Pour les articles homonymes, voir Moriamé.
Jonathan Moriamé (né le 19 juin 1984 à Noisy-le-Sec) est un joueur français de water-polo évoluant au poste de gardien de but.
Il évolue en club au Cercle des nageurs noiséens. Il est aussi membre de l'équipe de France de water-polo masculin.